# アッパー・ウエスト州
アッパー・ウエスト州（アッパー・ウエストしゅう、英語: Upper West Region）は、ガーナの州。州都はワ。

## 概要
人口901,502人（2021年国勢調査）。国土の北西端に位置し、北と西をブルキナファソ、北東をアッパー・イースト州と、南東をノース・イースト州、南をサバンナ州と接している。州都はワ。住民はダガリ人、シサラ人、ワラ人が多い。ダガリ人は西部、シサラ人は東部、ワラ人は州都ワとその近辺の少数の村々に住む。ダガリ人、シサラ人はキリスト教徒とアニミストが多く、ワラ人はイスラム教徒が多い。ワラ語とダガリ語は差異が少なく、相互の意思疎通は容易である。州都ワの南にはWechiauカバ保護区がある。
この地方の主産業は農業であり、トウモロコシ、雑穀、落花生、シアバター、米などを栽培している。また、羊、ヤギ、鶏、豚、ホロホロチョウなどを肉と卵のために飼育している。10月から5月にかけては乾季であり、農業はできない。乾季が長すぎるため、多くの人々が乾季の間季節労働者として湿潤な南部へと向かう。
この地域の特徴的な文化として、ピトーと呼ばれる雑穀から醸造する甘くて軽めの酒がある。ピトーは露店などでひょうたんに入れて供される。
1960年7月1日にノーザン州から分立したアッパー州を前身とする。1983年にアッパー州はアッパー・イースト州とアッパー・ウエスト州に分割された。

## 郡

アッパー・ウエスト州の郡

アッパー・ウエスト州は、11地区に分かれている。
| 郡名                           | 英語名                          | 首府         | 面積 (km2) | 人口 (2021年国勢調査) | 備考 |
| ------------------------------ | ------------------------------- | ------------ | ---------- | --------------------- | ---- |
| ダフィアマ＝ブッシー＝イッサ郡 | Daffiama-Bussie-Issa District   | イッサ       | 1,445      | 38,754                |      |
| ジラパ都市郡                   | Jirapa Municipal District       | ジラパ       | 1,191      | 91,279                |      |
| ランブッシー＝カルニ郡         | Lambussie-Karni District        | ランブッシー | 820        | 51,118                |      |
| ラウラ都市郡                   | Lawra Municipal District        | ラウラ       | 525        | 58,433                |      |
| ナドウィリ＝カレオ郡           | Nadowli-Kaleo District          | ナドウィリ   | 1,130      | 77,057                |      |
| ナンドム都市郡                 | Nandom Municipal District       | ナンドム     | 395        | 51,328                |      |
| 東シサラ都市郡                 | Sissala East Municipal District | トゥム       | 5,100      | 80,619                |      |
| 西シサラ郡                     | Sissala West District           | グウォル     | 1,854      | 63,828                |      |
| 東ワ郡                         | Wa East District                | フンシ       | 4,335      | 91,457                |      |
| ワ都市郡                       | Wa Municipal District           | ワ           | 597        | 200,672               |      |
| 西ワ郡                         | Wa West District                | ウェチャウ   | 1,489      | 96,957                |      |